# آزمایش فیزو

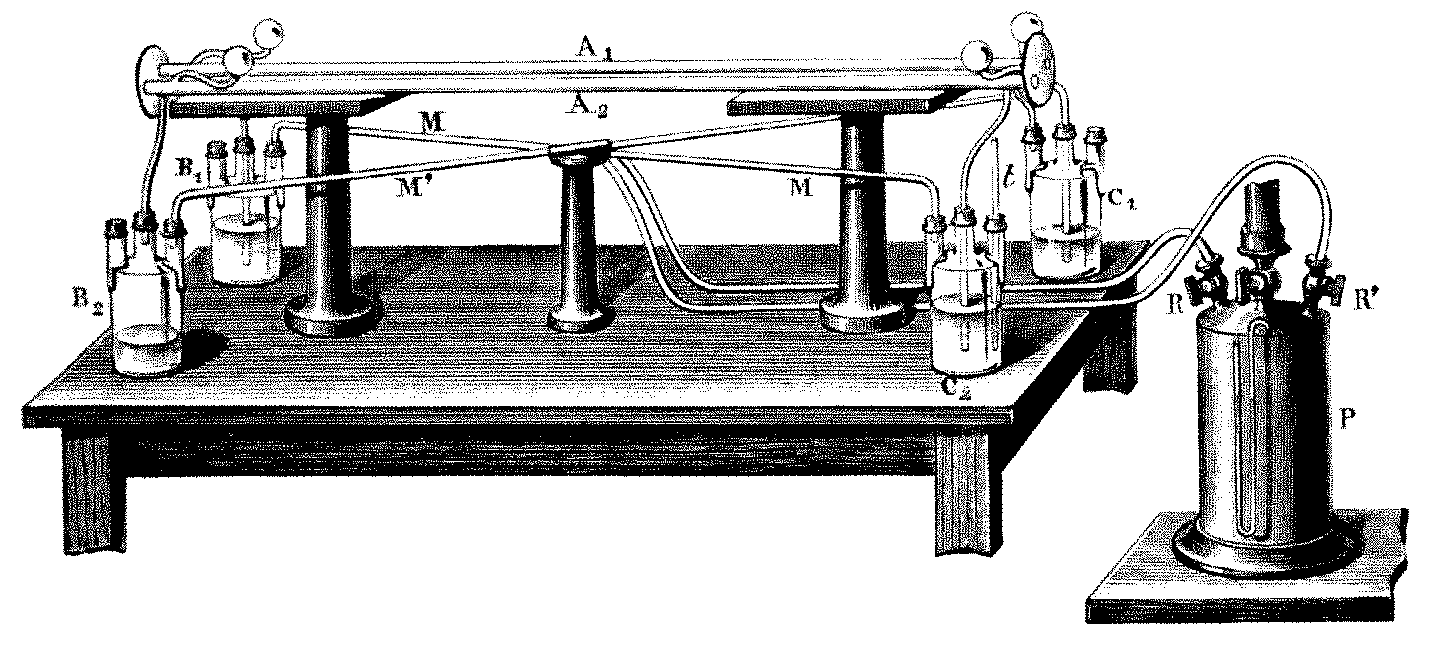
وسیلهٔ آزمایش فیزو

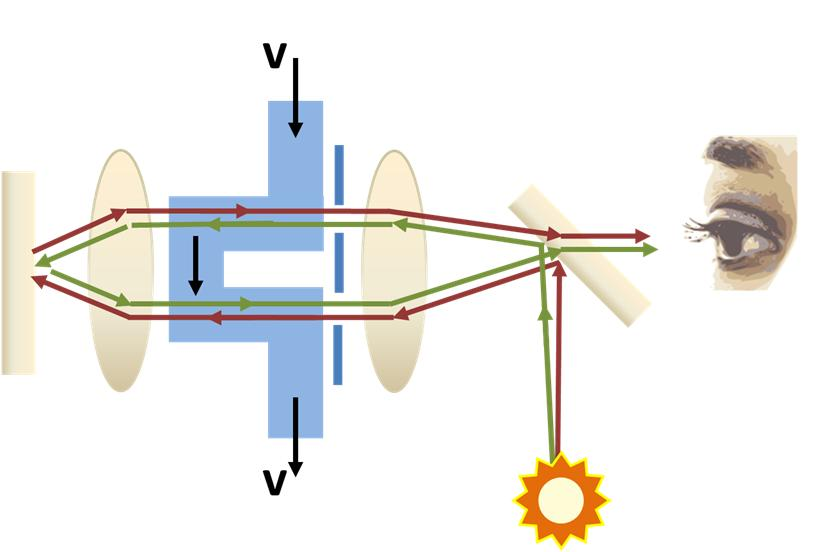
شکل ۲. تداخل‌سنج فیزو برای مشاهده اثر حرکت آب بر سرعت نور.

در سال ۱۸۵۱، ایپولیت فیزو از یک تداخل‌سنج متفاوت برای اندازه‌گیری سرعت اجسام در مقابل سرعت نور، استفاده کرد.
بر طبق تئوری، نوری که از یک جسم متحرک عبور می‌کند توسط ماده دچار کشیدگی می‌شود. در نتیجه سرعت نور به صورت مجموع سرعت عبور آن از ماده به علاوه سرعت حرکت ماده، به دست می‌آید.
در واقع فیزو اثر کشیدگی را آشکار کرد، اما مقداری که او اندازه گرفت از مقدار مورد انتظار بسیار کوچک‌تر بود. نتیجهٔ او تأییدی بر فرضیهٔ کشیدگی نسبی اتر فرینل بود که این نتایج باعث مبهوت شدن اغلب فیزیکدانان شد.
این اندازه‌گیری‌های دور از انتظار فیزو، بعد از حدود ۵۰ سال توسط نظریهٔ نسبیت خاص انیشتین توضیح داده شد.

## چیدمان آزمایش

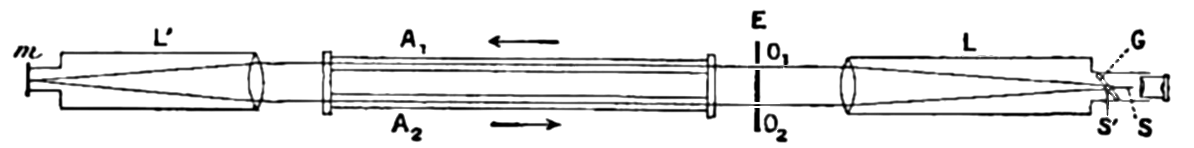
نسخه روتوش شده File:Fizeau-Mascart1.png برای رفع چند خط شکسته و لکه دار.

نور منحرف شده توسط یک جداکننده اپتیکی، با استفاده از یک عدسی موازی می‌شود و سپس توسط دو شکاف به دو قسمت تقسیم شده و از یک محفظه حاوی آب که با سرعتی مشخص حرکت می‌کند، عبور می‌کند. هر پرتو از بازوهای مختلف محفظه عبور کرده و طوری توسط یک آیینه بازتاب می‌یابد که هر پرتو از بازوی دیگر برمی‌گرد. هر دو پرتو مسیر یکسانی را طی می‌کنند ولی یکی در جهت حرکت شاره و دیگری در خلاف جهت حرکت شاره مسیر خود را طی کرده‌است.
هر دو پرتو در یک آشکار ساز با هم ترکیب می‌شوند و یک طرح تداخلی می‌سازند که ناشی از اختلاف زمانی دو مسیر است. با تحلیل این طرح می‌توان سرعت نور عبور کرده از بازوها را بدست آورد.